# Ryo Adachi
Ryo Adachi (安達 亮 Adachi Ryo?), född 2 juli 1969 i Hyōgo prefektur, är en japansk före detta fotbollsspelare och tränare.
Adachi började sin karriär 1992 i Yokohama Flügels. Adachi har efter den aktiva karriären verkat som tränare och har tränat J1 League-klubben, Vissel Kobe.